# Bonn Challenge
Die Bonn Challenge (zu Deutsch etwa Bonner Herausforderung) ist ein globales Projekt zur Wiederherstellung entwaldeter und erodierter Flächen. 
Ziel ist es, 150 Millionen Hektar bis zum Jahr 2020 und 350 Millionen Hektar bis 2030 zu renaturieren. Gastgeber und Initiator waren Deutschland und die Internationale Union zur Bewahrung der Natur und natürlicher Ressourcen (IUCN). Die Initiative wurde in Bonn am 2. September 2011 in Zusammenarbeit mit der Global Partnership on Forest and Landscape Restoration gestartet. Bis 2013 waren über 20 Millionen Hektar Land zugesagt worden für Renaturierungsmaßnahmen in Ländern wie Brasilien, Costa Rica, El Salvador, Ruanda und den Vereinigten Staaten. Südkorea, Costa Rica, China, Ruanda und Brasilien haben erfolgreiche Programme zur Landschaftssanierung gestartet. Die IUCN schätzt, dass die Erfüllung der Ziele der Bonn Challenge jährlich etwa 84 Milliarden Dollar an Nettovorteilen einbringen würden und diese die Einkommenschancen für ländliche Gemeinden positiv beeinflussen können. Außerdem wird geschätzt, dass eine Verringerung der derzeitigen Kohlendioxid-Emissionslücke um 11–17 % erreicht werden kann.